# Schaatsen op de Olympische Winterspelen 2002 - 5000 meter vrouwen
De 5000 meter vrouwen op de Olympische Winterspelen 2002 werd op zaterdag 23 februari in de Utah Olympic Oval in Salt Lake City, Verenigde Staten verreden.
In de eerste rit zette Gretha Smit de snelste tijd neer en bleef ze drie seconden onder het wereldrecord van Gunda Niemann-Stirnemann. Slechts titelverdediger Claudia Pechstein vond de formule om Smit te kloppen en continueerde ze een reeks van elf rondjes in de 32; goud op dezelfde afstand tijdens drie achtereenvolgende Winterspelen. Brons was voor Clara Hughes, die eerder in 1996 tweemaal brons won bij het wielrennen in Atlanta. Daarmee is ze de vierde sporter die zowel op de Zomer- als Winterspelen een medaille pakte. In de rit na Pechstein slaagde De Jong erin haar persoonlijk record te halen.

## Records
Dit waren de records voorafgaand aan de wedstrijd.
| Titelhouder      | Claudia Pechstein | Duitsland |         |
| Wereldrecord     | Gunda Niemann     | Duitsland | 6.52,44 |
| Olympisch record | Claudia Pechstein | Duitsland | 6.59,61 |

## Uitslag
| Rang   | Schaatsster         | Land | Tijd    | Verschil |
| ------ | ------------------- | ---- | ------- | -------- |
| Goud   | Claudia Pechstein   | GER  | 6.46,91 | WR       |
| Zilver | Gretha Smit         | NED  | 6.49,22 | + 2,31   |
| Brons  | Clara Hughes        | CAN  | 6.53,53 | + 6,62   |
| 4      | Cindy Klassen       | CAN  | 6.55,89 | + 8,98   |
| 5      | Varvara Barysjeva   | RUS  | 6.56,97 | + 10,06  |
| 6      | Anni Friesinger     | GER  | 6.58,39 | + 11,48  |
| 7      | Tonny de Jong       | NED  | 7.01,17 | + 14,26  |
| 8      | Maki Tabata         | JPN  | 7.06,32 | + 19,41  |
| 9      | Catherine Raney     | USA  | 7.06,89 | + 19,98  |
| 10     | Kristina Groves     | CAN  | 7.07,16 | + 20,25  |
| 11     | Valentina Jaksjina  | RUS  | 7.08,42 | + 21,51  |
| 12     | Daniela Anschütz    | GER  | 7.10,17 | + 23,26  |
| 13     | Marja Vis           | NED  | 7.19,08 | + 32,17  |
| 14     | Ann Driscoll        | USA  | 7.35,23 | + 48,32  |
| 15     | Ljudmila Prokasjeva | KAZ  | val     | n.v.t.   |
| 15     | Nami Nemoto         | JPN  | val     | n.v.t.   |

1988 · 
1992 · 
1994 · 
1998 · 
2002 · 
2006 · 
2010 · 
2014 · 
2018 ·
2022